# Уравнения Чаплыгина
Уравнения Чаплыгина — уравнения динамики неголономной системы. Получены С. А. Чаплыгиным в 1895 году. Позволяют упростить уравнения динамики неголономных систем путём исключения из уравнений динамики связей и уменьшения числа интегрируемых уравнений на число связей.

## Формулировка
Рассмотрим неголономную систему с {\displaystyle s} степенями свободы и {\displaystyle d} неголономными связями. Обозначим кинетическую энергию системы {\displaystyle T}, потенциальную энергию {\displaystyle \Pi }. Обобщённые скорости зависимых координат {\displaystyle {\dot {q}}_{k}=\sum _{m=1}^{s-d}h_{km}{\dot {q}}_{m}+h_{k}}, где {\displaystyle k=s-d+1,...,s}.
Обозначим {\displaystyle T^{*}} кинетическую энергию системы после исключения зависимых скоростей {\displaystyle {\dot {q}}_{s-d+1},{\dot {q}}_{s-d+2},...,{\dot {q}}_{s}}. 
Уравнения динамики неголономной системы имеют вид
{\displaystyle {\frac {d}{dt}}\left({\frac {\partial T^{*}}{\partial {\dot {q}}_{m}}}\right)-{\frac {\partial T^{*}}{\partial q_{m}}}+\sum _{k=s-d+1}^{s}{\frac {\partial T}{\partial {\dot {q}}_{k}}}\sum _{r=1}^{s-d}\left({\frac {\partial h_{kr}}{\partial q_{m}}}-{\frac {\partial h_{km}}{\partial q_{r}}}\right){\dot {q}}_{r}=-{\frac {\partial \Pi }{\partial q_{m}}},}
где {\displaystyle m=1,2,...,s-d.} 
В этих уравнениях можно исключить скорости зависимых координат {\displaystyle {\dot {q}}_{s-d+1},{\dot {q}}_{s-d+2},...,{\dot {q}}_{s}} при помощи уравнений {\displaystyle {\dot {q}}_{k}=\sum _{m=1}^{s-d}h_{km}{\dot {q}}_{m}+h_{k}} и таким образом получить {\displaystyle s-d} уравнений с {\displaystyle s-d} неизвестными {\displaystyle q_{1},q_{2},...,q_{s-d}}, которые интегрируются независимо от уравнений неголономных связей.